# 3.ª División Mecanizada Ligera
La 3.ª División Mecanizada Ligera fue una unidad francesa de blindados, creada en 1940.

## Comandantes
- 1940 General Langlois

## Organización
- 1.er Regimiento de Cuirassiers
- 2.º Regimiento de Cuirassiers
- 12.º Regimiento de Cuirassiers
- 1.er Regimiento de Dragons
- 76.º Regimiento de Artillería de Vehículos Todo Terreno
- 1023.º Batería del  404.º Regimiento de Artillería
- 10.º Batería antitanque del 76.º Regimiento de Artillería
- 39.º Batallón de Zapadores.